# Ottavio Fabri

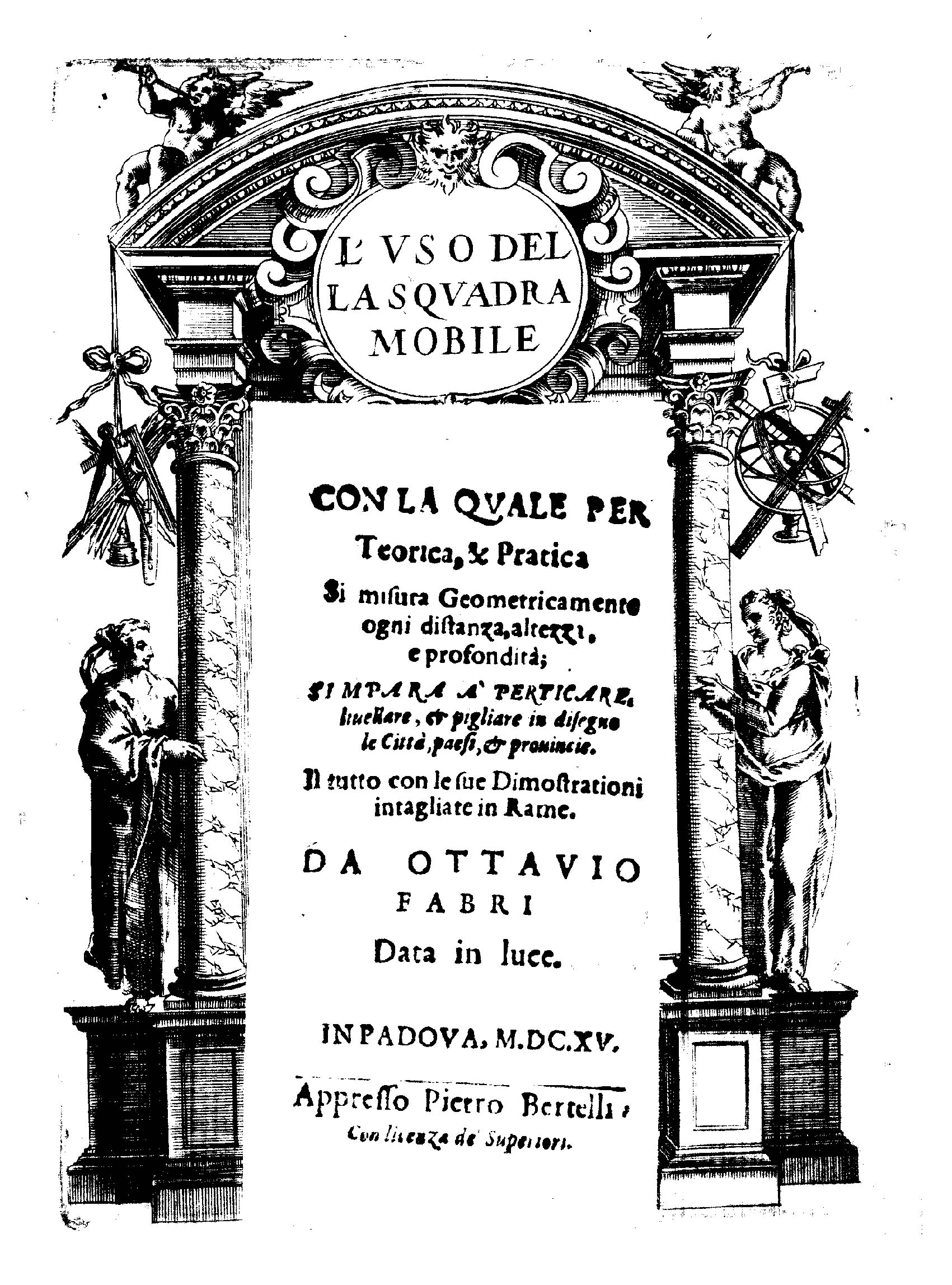
Uso della squadra mobile, 1615

Ottavio Fabri (XVI secolo – XVII secolo) è stato un matematico italiano operante a Padova.

## Biografia
Realizzò una squadra mobile, anche nota come zoppa, in ottone sulla base di quella realizzata in Francia nel XVI secolo da Philippe Danfrie.
Questo strumento permetteva di misurare disegnare facilmente gli angoli ottusi ed era un ausilio per i calcoli effettuati in trigonometria.

## Opere
- Ottavio Fabri, Uso della squadra mobile, In Padoua, Pietro Bertelli, 1615. URL consultato il 4 febbraio 2016.